# Fútbol en los Juegos Asiáticos
El Fútbol en los Juegos Asiáticos inició desde la primera edición en 1951 en Nueva Deli, India en la categoría masculina, y fue hasta la edición de 1990 e que inició en la rama femenina.
Desde la edición de 2002 la categoría masculina se juega con selecciones sub-23 como en los Juegos Olímpicos. Kazajistán no participa en los juegos debido a que su federación de fútbol pertenece a UEFA (Europa).

## Torneos masculinos

### Resúmenes
| Año           | Sede                         | · Medalla de oro              | Final Resultado    | · Medalla de plata            | · Medalla de bronce           | Resultado      | Cuarto lugar         |
| ------------- | ---------------------------- | ----------------------------- | ------------------ | ----------------------------- | ----------------------------- | -------------- | -------------------- |
| 1951 detalles | Nueva Delhi, India           | India                         | 1–0                | Irán                          | Japón                         | 2–0            | Afganistán           |
| 1954 detalles | Manila, Filipinas            | República de China            | 5–2                | Corea del Sur                 | Burma                         | 5–4            | Indonesia            |
| 1958 detalles | Tokio, Japan                 | República de China            | 3–2                | Corea del Sur                 | Indonesia                     | 4–1            | India                |
| 1962 detalles | Yakarta, Indonesia           | India                         | 2–1                | Corea del Sur                 | Malaya                        | 4–1            | Vietnam del Sur      |
| 1966 detalles | Bangkok, Tailandia           | Burma                         | 1–0                | Irán                          | Japón                         | 2–0            | Singapur             |
| 1970 detalles | Bangkok, Tailandia           | Burma Corea del Sur           | 0–0 t.s.1          |                               | India                         | 1–0            | Japón                |
| 1974 detalles | Teherán, Irán                | Irán                          | 1–0                | Israel                        | Malasia                       | 2–1            | Corea del Norte      |
| 1978 detalles | Bangkok, Tailandia           | Corea del Norte Corea del Sur | 0–0 t.s.1          |                               | China                         | 1–0            | Irak                 |
| 1982 detalles | Nueva Delhi, India           | Irak                          | 1–0                | Kuwait                        | Arabia Saudita                | 2–02           | Corea del Norte      |
| 1986 detalles | Seúl, Corea del Sur          | Corea del Sur                 | 2–0                | Arabia Saudita                | Kuwait                        | 5–0            | Indonesia            |
| 1990 detalles | Pekín, China                 | Irán                          | 0–0 t.s. (4–1) pen | Corea del Norte               | Corea del Sur                 | 1–0            | Tailandia            |
| 1994 detalles | Hiroshima, Japón             | Uzbekistán                    | 4–2                | China                         | Kuwait                        | 2–1            | Corea del Sur        |
| 1998 detalles | Bangkok, Tailandia           | Irán                          | 2–0                | Kuwait                        | China                         | 3–0            | Tailandia            |
| 2002 detalles | Busan, Corea del Sur         | Irán sub-23                   | 2–1                | Japón sub-23                  | Corea del Sur sub-23          | 3–0            | Tailandia sub-23     |
| 2006 detalles | Doha, Catar                  | Catar sub-23                  | 1–0                | Irak sub-23                   | Irán sub-23                   | 1–0 t.s.       | Corea del Sur sub-23 |
| 2010 detalles | Cantón, China                | Japón sub-23                  | 1–0                | Emiratos Árabes Unidos sub-23 | Corea del Sur sub-23          | 4–3            | Irán sub-23          |
| 2014 detalles | Incheon, Corea del Sur       | Corea del Sur sub-23          | 1–0 t.s.           | Corea del Norte sub-23        | Irak sub-23                   | 1–0            | Tailandia sub-23     |
| 2018 detalles | Yakarta–Palembang, Indonesia | Corea del Sur sub-23          | 2–1 t.s.           | Japón sub-23                  | Emiratos Árabes Unidos sub-23 | 1–1 (4–3 pen.) | Vietnam sub-23       |
| 2022 detalles | Hangzhou–Zhejiang, China     | Corea del Sur sub-23          | 2–1                | Japón sub-23                  | Uzbekistán sub-23             | 4–0            | Hong Kong sub-23     |

*Torneo sub-23 desde 2002. 

1 El título fue compartido. 

2 Arabia Saudita ganó el partido por el tercer lugar por defecto después de que el equipo de Corea del Norte fuera sancionado con una suspensión de dos años por agredir a los oficiales al final de su semifinal. 

3 La clasificación masculina de los Juegos Asiáticos 2022 se pospuso debido a la pandemia de COVID-19

### Medallero
| Equipo                 | Oro                                      | Plata                | Bronce                |
| ---------------------- | ---------------------------------------- | -------------------- | --------------------- |
| Corea del Sur          | 6 (1970, 1978, 1986*, 2014*, 2018, 2022) | 3 (1954, 1958, 1962) | 3 (1990, 2002*, 2010) |
| Irán                   | 4 (1974*, 1990, 1998, 2002)              | 2 (1951, 1966)       | 1 (2006)              |
| India                  | 2 (1951*, 1962)                          |                      | 1 (1970)              |
| Birmania               | 2 (1966, 1970)                           |                      | 1 (1954)              |
| China Taipéi           | 2 (1954, 1958)                           |                      |                       |
| Japón                  | 1 (2010)                                 | 3 (2002, 2018, 2022) | 2 (1951, 1966)        |
| Corea del Norte        | 1 (1978)                                 | 2 (1990, 2014)       |                       |
| Irak                   | 1 (1982)                                 | 1 (2006)             | 1 (2014)              |
| Catar                  | 1 (2006*)                                |                      |                       |
| Uzbekistán             | 1 (1994)                                 |                      | 1 (2022)              |
| Kuwait                 |                                          | 2 (1982, 1998)       | 2 (1986, 1994)        |
| China                  |                                          | 1 (1994)             | 2 (1978, 1998)        |
| Arabia Saudita         |                                          | 1 (1986)             | 1 (1982)              |
| Emiratos Árabes Unidos |                                          | 1 (2010)             | 1 (2018)              |
| Israel                 |                                          | 1 (1974)             |                       |
| Malasia                |                                          |                      | 2 (1962, 1974)        |
| Indonesia              |                                          |                      | 1 (1958)              |

* = anfitrión

### Países participantes
El fútbol en los Juegos Asiáticos fue un torneo de adultos hasta 1998.
El fútbol en los Juegos Asiáticos es un torneo sub-23 desde 2002.
| País                       | 1951 (6) | 1954 (12) | 1958 (14) | 1962 (8) | 1966 (11) | 1970 (10) | 1974 (15) | 1978 (14) | 1982 (16) | 1986 (18) | 1990 (14) | 1994 (19) | 1998 (23) | 2002 (24) | 2006 (28) | 2010 (24) | 2014 (29) | 2018 (25) | 2022 (21) |
| -------------------------- | -------- | --------- | --------- | -------- | --------- | --------- | --------- | --------- | --------- | --------- | --------- | --------- | --------- | --------- | --------- | --------- | --------- | --------- | --------- |
| Afganistán                 | 4.º      | 12.º      |           |          |           |           |           |           |           |           |           |           |           | 24.º      |           |           | 25.º      |           |           |
| Baréin                     |          |           |           |          |           |           | 14.º      | 14.º      |           | 12.º      |           | 10.º      |           | 7.º       | 9.º       | 18.º      |           | 16.º      | 13.º      |
| Bangladés                  |          |           |           |          |           |           |           | 13.º      | 12.º      | 14.º      | 13.º      |           | DQ        | 20.º      | 24.º      | 24.º      | 20.º      | 15.º      | 20.º      |
| Bután                      |          |           |           |          |           |           |           |           |           |           |           |           |           |           |           |           |           |           |           |
| Brunéi                     |          |           |           |          |           |           |           |           |           |           |           | DQ        | DQ        |           |           |           |           |           |           |
| Camboya                    |          |           |           |          |           | 7.º       |           |           |           |           |           |           | 19.º      |           |           |           |           |           |           |
| China                      |          |           |           |          |           |           | 10.º      | 3.º       | 7.º       | 8.º       | 6.º       | 2.º       | 3.º       | 5.º       | 5.º       | 12.º      | 15.º      | 9.º       | 7.º       |
| Hong Kong                  |          | 5.º       | 6.º       |          |           |           |           |           |           |           | 9.º       | 14.º      | 22.º      | 14.º      | 13.º      | 10.º      | 10.º      | 14.º      | 4.º       |
| India                      | 1.º      | 8.º       | 4.º       | 1.º      | 8.º       | 3.º       | 13.º      | 8.º       | 6.º       | 16.º      | DQ        | DQ        | 16.º      | 10.º      | 14.º      | 14.º      | 26.º      |           | 9.º       |
| Indonesia                  | 6.º      | 4.º       | 3.º       | 5.º      | 5.º       | 5.º       |           |           |           | 4.º       | DQ        | DQ        |           |           | 27.º      |           | 11.º      | 10.º      | 11.º      |
| Irán                       | 2.º      |           | 14.º      |          | 2.º       | 8.º       | 1.º       |           | 8.º       | 6.º       | 1.º       | 9.º       | 1.º       | 1.º       | 3.º       | 4.º       | 23.º      | 13.º      | 6.º       |
| Irak                       |          |           |           |          |           |           | 5.º       | 4.º       | 1.º       | 7.º       | DQ        |           |           |           | 2.º       | DQ        | 3.º       | DQ        |           |
| Israel                     |          |           | 5.º       | DQ       |           |           | 2.º       |           |           |           |           |           |           |           |           |           |           |           |           |
| Japón                      | 3.º      | 10.º      | 12.º      | 6.º      | 3.º       | 4.º       | 9.º       | 9.º       | 5.º       | 9.º       | 8.º       | 7.º       | 9.º       | 2.º       | 11.º      | 1.º       | 5.º       | 2.º       | 2.º       |
| Jordania                   |          |           |           |          |           |           |           |           |           |           |           |           |           | DQ        | 19.º      | 21.º      | 7.º       |           |           |
| Kazajistán                 |          |           |           |          |           |           |           |           |           |           |           | DQ        | 10.º      |           |           |           |           |           |           |
| Corea del Norte            |          |           |           |          |           |           | 4.º       | 1.º       | 4.º       |           | 2.º       |           | 13.º      | 8.º       | 8.º       | 5.º       | 2.º       | 7.º       | 5.º       |
| Corea del Sur              |          | 2.º       | 2.º       | 2.º      | 11.º      | 1.º       | 8.º       | 1.º       | 9.º       | 1.º       | 3.º       | 4.º       | 6.º       | 3.º       | 4.º       | 3.º       | 1.º       | 1.º       | 1.º       |
| Kuwait                     |          |           |           |          |           |           | 6.º       | 5.º       | 2.º       | 3.º       | 7.º       | 3.º       | 2.º       | 5.º       | 10.º      | 11.º      | 18.º      |           | 19.º      |
| Kirguistán                 |          |           |           |          |           |           |           |           |           |           |           |           |           |           | 17.º      | 23.º      | 16.º      | 20.º      | 12.º      |
| Laos                       |          |           |           |          |           |           |           |           |           |           |           |           | 21.º      |           |           |           | 27.º      | 23.º      |           |
| Líbano                     |          |           |           |          |           |           |           |           |           |           |           |           | 12.º      | 12.º      |           |           |           |           |           |
| Macao                      |          |           |           |          |           |           |           |           |           |           |           |           |           |           | 28.º      |           |           |           |           |
| Malasia                    |          |           | 13.º      | 3.º      | 10.º      | 10.º      | 3.º       | 7.º       | 14.º      | 15.º      | 12.º      | 12.º      |           | 17.º      | 23.º      | 16.º      | 19.º      | 12.º      |           |
| Maldivas                   |          |           |           |          |           |           |           |           |           |           |           |           | 20.º      | 22.º      | 20.º      | 17.º      | 21.º      |           |           |
| Mongolia                   |          |           |           |          |           |           |           |           |           |           |           | DQ        | 23.º      | DQ        |           |           |           |           | 21.º      |
| Birmania ( Burma)          | 5.º      | 3.º       | 11.º      | DQ       | 1.º       | 1.º       | 7.º       | 12.º      | 13.º      |           |           | 16.º      | DQ        |           |           |           |           | 19.º      | 10.º      |
| Nepal                      |          |           |           |          |           |           |           |           | 16.º      | 18.º      |           | 18.º      | 17.º      |           |           |           | 29.º      | 22.º      |           |
| Omán                       |          |           |           |          |           |           |           |           | DQ        | 10.º      |           | 10.º      | 11.º      | 9.º       | 16.º      | 6.º       | 22.º      |           |           |
| Pakistán                   |          | 6.º       | 9.º       |          |           |           | 11.º      |           |           | 17.º      | 14.º      |           |           | 23.º      | 21.º      | 22.º      | 24.º      | 17.º      |           |
| Palestina                  |          |           |           |          |           |           |           |           |           |           |           | DQ        |           | 21.º      | 22.º      | 20.º      | 14.º      | 11.º      | 15.º      |
| Filipinas                  |          | 11.º      | 8.º       | 8.º      |           |           | 15.º      |           |           |           |           |           |           |           |           |           |           |           |           |
| Catar                      |          |           |           |          |           |           |           | 11.º      |           | 13.º      | DQ        | 13.º      | 5.º       | 11.º      | 1.º       | 9.º       |           | 21.º      | 16.º      |
| Arabia Saudita             |          |           |           |          |           |           |           | 10.º      | 3.º       | 2.º       | 5.º       | 5.º       |           |           |           |           | 6.º       | 8.º       | 8.º       |
| Singapur                   |          | 9.º       | 10.º      |          | 4.º       |           |           |           |           |           | 11.º      |           |           |           | 26.º      | 19.º      | 17.º      |           |           |
| Sri Lanka                  |          |           |           |          |           |           |           |           |           |           |           |           |           |           |           |           |           |           |           |
| Siria                      |          |           |           |          |           |           |           |           | 10.º      |           |           |           |           |           | 12.º      |           |           | 6.º       |           |
| China Taipéi               |          | 1.º       | 1.º       | DQ       | 9.º       |           |           |           |           |           |           |           |           |           |           |           |           | 25.º      | 18.º      |
| Tayikistán                 |          |           |           |          |           |           |           |           |           |           |           |           | 14.º      | DQ        | 25.º      |           | 13.º      |           |           |
| Tailandia                  |          |           |           | 7.º      | 6.º       | 6.º       | 12.º      | 6.º       | 10.º      | 11.º      | 4.º       | 15.º      | 4.º       | 4.º       | 7.º       | 7.º       | 4.º       | 18.º      | 14.º      |
| Timor Oriental             |          |           |           |          |           |           |           |           |           |           |           |           |           |           |           |           | 28.º      | 24.º      |           |
| Turkmenistán               |          |           |           |          |           |           |           |           |           |           |           | 7.º       | 8.º       | 18.º      | DQ        | 13.º      |           |           |           |
| Emiratos Árabes Unidos     |          |           |           |          |           |           |           |           |           | 5.º       |           | 8.º       | 15.º      | 13.º      | 18.º      | 2.º       | 8.º       | 3.º       |           |
| Uzbekistán                 |          |           |           |          |           |           |           |           |           |           |           | 1.º       | 7.º       | 16.º      | 6.º       | 8.º       | 9.º       | 5.º       | 3.º       |
| Vietnam ( Vietnam del Sur) |          | 7.º       | 7.º       | 4.º      | 7.º       | 9.º       |           |           |           |           |           |           | 17.º      | 19.º      | 15.º      | 14.º      | 12.º      | 4.º       | 17.º      |
| Yemen ( Yemen del Norte)   |          |           |           |          |           |           |           |           | DQ        |           | 10.º      | 17.º      |           | 15.º      | DQ        |           |           |           |           |
| Yemen del Sur              |          |           |           |          |           |           |           |           | 15.º      |           |           |           |           |           |           |           |           |           |           |

## Torneos femeninos

### Resúmenes
El primer torneo femenino se llevó a cabo en los Juegos Asiáticos de 1990.
| Año           | Sede                         | · Medalla de oro | Final Resultado     | · Medalla de plata | · Medalla de bronce | Resultado    | Cuarto lugar  |
| ------------- | ---------------------------- | ---------------- | ------------------- | ------------------ | ------------------- | ------------ | ------------- |
| 1990 detalles | Pekín, China                 | China            | Sin playoffs        | Japón              | Corea del Norte     | Sin playoffs | China Taipéi  |
| 1994 detalles | Hiroshima, Japón             | China            | 2–0                 | Japón              | China Taipéi        | Sin playoffs | Corea del Sur |
| 1998 detalles | Bangkok, Tailandia           | China            | 1–0 t.s.            | Corea del Norte    | Japón               | 2–1          | China Taipéi  |
| 2002 detalles | Busan, Corea del Sur         | Corea del Norte  | Sin playoffs        | China              | Japón               | Sin playoffs | Corea del Sur |
| 2006 detalles | Doha, Catar                  | Corea del Norte  | 0–0 t.s. (4–2 pen.) | Japón              | China               | 2–0          | Corea del Sur |
| 2010 detalles | Cantón, China                | Japón            | 1–0                 | Corea del Norte    | Corea del Sur       | 2–0          | China         |
| 2014 detalles | Incheon, Corea del Sur       | Corea del Norte  | 3–1                 | Japón              | Corea del Sur       | 3–0          | Vietnam       |
| 2018 detalles | Yakarta–Palembang, Indonesia | Japón            | 1–0                 | China              | Corea del Sur       | 4–0          | China Taipéi  |
| 2022 detalles | Hangzhou–Zhejiang, China     | Japón            | 4–1                 | Corea del Norte    | China               | 7–0          | Uzbekistán    |

### Medallero
| Equipo          | Oro                   | Plata                       | Bronce                |
| --------------- | --------------------- | --------------------------- | --------------------- |
| China           | 3 (1990*, 1994, 1998) | 2 (2002, 2018)              | 2 (2006, 2022)        |
| Corea del Norte | 3 (2002, 2006, 2014)  | 3 (1998, 2010, 2022)        | 1 (1990)              |
| Japón           | 3 (2010, 2018, 2022)  | 4 (1990, 1994*, 2006, 2014) | 2 (1998, 2002)        |
| Corea del Sur   |                       |                             | 3 (2010, 2014*, 2018) |
| China Taipéi    |                       |                             | 1 (1994)              |

* = anfitrión

### Países participantes
| País                   | 1990 (6) | 1994 (4) | 1998 (8) | 2002 (6) | 2006 (8) | 2010 (7) | 2014 (11) | 2018 (11) | 2022 (16) |
| ---------------------- | -------- | -------- | -------- | -------- | -------- | -------- | --------- | --------- | --------- |
| Afganistán             |          |          |          |          |          |          |           |           |           |
| Baréin                 |          |          |          |          |          |          |           |           |           |
| Bangladés              |          |          |          |          |          |          |           |           | 12.º      |
| Bután                  |          |          |          |          |          |          |           |           |           |
| Brunéi                 |          |          |          |          |          |          |           |           |           |
| Camboya                |          |          |          |          |          |          |           |           |           |
| China                  | 1.º      | 1.º      | 1.º      | 2.º      | 3.º      | 4.º      | 5.º       | 2.º       | 3.º       |
| Hong Kong              | 6.º      |          |          |          |          |          | 8.º       | 8.º       | 14.º      |
| India                  |          |          | 8.º      |          |          |          | 9.º       |           | 13.º      |
| Indonesia              |          |          |          |          |          |          |           | 9.º       |           |
| Irán                   |          |          |          |          |          |          |           |           |           |
| Irak                   |          |          |          |          |          |          |           |           |           |
| Israel                 |          |          |          |          |          |          |           |           |           |
| Japón                  | 2.º      | 2.º      | 3.º      | 3.º      | 2.º      | 1.º      | 2.º       | 1.º       | 1.º       |
| Jordania               |          |          |          |          | 8.º      | 7.º      | 10.º      |           |           |
| Kazajistán             |          |          |          |          |          |          |           |           |           |
| Corea del Norte        | 3.º      |          | 2.º      | 1.º      | 1.º      | 2.º      | 1.º       | 6.º       | 2.º       |
| Corea del Sur          | 5.º      | 4.º      | 5.º      | 4.º      | 4.º      | 3.º      | 3.º       | 3.º       | 5.º       |
| Kuwait                 |          |          |          |          |          |          |           |           |           |
| Kirguistán             |          |          |          |          |          |          |           |           |           |
| Laos                   |          |          |          |          |          |          |           |           |           |
| Líbano                 |          |          |          |          |          |          |           |           |           |
| Macao                  |          |          |          |          |          |          |           |           |           |
| Malasia                |          |          |          |          |          |          |           |           |           |
| Maldivas               |          |          |          |          | DQ       |          | 11.º      | 10.º      |           |
| Mongolia               |          |          |          |          |          |          |           |           | 16.º      |
| Birmania               |          |          |          |          |          |          |           |           | 10.º      |
| Nepal                  |          |          |          |          |          |          |           |           | 11.º      |
| Omán                   |          |          |          |          |          |          |           |           |           |
| Pakistán               |          |          |          |          |          |          |           |           |           |
| Palestina              |          |          |          |          |          |          |           |           |           |
| Filipinas              | DQ       |          |          |          |          |          |           |           | 7.º       |
| Catar                  |          |          |          |          |          |          |           |           |           |
| Arabia Saudita         |          |          |          |          |          |          |           |           |           |
| Singapur               |          |          |          |          |          |          |           |           | 15.º      |
| Sri Lanka              |          |          |          |          |          |          |           |           |           |
| Siria                  |          |          |          |          |          |          |           |           |           |
| China Taipéi           | 4.º      | 3.º      | 4.º      | 5.º      | 5.º      |          | 7.º       | 4.º       | 6.º       |
| Tayikistán             |          |          |          |          |          |          |           | 11.º      |           |
| Tailandia              | DQ       |          | 7.º      |          | 6.º      | 6.º      | 6.º       | 7.º       | 8.º       |
| Timor Oriental         |          |          |          |          |          |          |           |           |           |
| Turkmenistán           |          |          |          |          |          |          |           |           |           |
| Emiratos Árabes Unidos |          |          |          |          |          |          |           |           |           |
| Uzbekistán             |          |          |          |          |          |          |           |           | 4.º       |
| Vietnam                |          |          | 6.º      | 6.º      | 7.º      | 5.º      | 4.º       | 5.º       | 9.º       |
| Yemen                  |          |          |          |          |          |          |           |           |           |

## Estadísticas

### Clasificación general torneo masculino
- Actualizado a la edición 2018.

| Pos. | Equipo                 | Part. | PJ | G  | E  | P  | GF  | GA  | Dif. | Pts |
| ---- | ---------------------- | ----- | -- | -- | -- | -- | --- | --- | ---- | --- |
| 1    | Corea del Sur          | 16    | 87 | 58 | 9  | 20 | 186 | 71  | +115 | 183 |
| 2    | Irán                   | 14    | 68 | 43 | 9  | 16 | 128 | 55  | +73  | 141 |
| 3    | Japón                  | 17    | 71 | 42 | 4  | 25 | 128 | 70  | +58  | 130 |
| 4    | China                  | 11    | 52 | 32 | 4  | 16 | 108 | 55  | +53  | 100 |
| 5    | Tailandia              | 14    | 65 | 27 | 9  | 29 | 96  | 89  | +7   | 90  |
| 6    | Irak                   | 6     | 40 | 27 | 5  | 8  | 76  | 20  | +56  | 86  |
| 7    | Corea del Norte        | 9     | 47 | 24 | 12 | 11 | 70  | 39  | +31  | 84  |
| 8    | Kuwait                 | 11    | 56 | 32 | 7  | 17 | 118 | 55  | +63  | 73  |
| 9    | India                  | 14    | 56 | 22 | 3  | 31 | 74  | 107 | –33  | 69  |
| 10   | Uzbekistán             | 6     | 29 | 18 | 3  | 8  | 73  | 34  | +39  | 57  |
| 11   | Arabia Saudita         | 6     | 28 | 14 | 7  | 7  | 43  | 30  | +10  | 49  |
| 12   | Indonesia              | 9     | 35 | 14 | 7  | 14 | 63  | 65  | -2   | 49  |
| 13   | Catar                  | 7     | 30 | 12 | 10 | 6  | 49  | 25  | +24  | 46  |
| 14   | Emiratos Árabes Unidos | 7     | 30 | 12 | 9  | 9  | 41  | 35  | +6   | 45  |
| 15   | Birmania               | 9     | 34 | 13 | 6  | 14 | 49  | 60  | -11  | 45  |
| 16   | Malasia                | 14    | 50 | 12 | 5  | 33 | 71  | 103 | –32  | 41  |
| 17   | Hong Kong              | 9     | 34 | 11 | 4  | 13 | 42  | 50  | –8   | 37  |
| 18   | Omán                   | 6     | 22 | 9  | 4  | 9  | 42  | 35  | +7   | 31  |
| 19   | Vietnam                | 10    | 30 | 9  | 3  | 18 | 44  | 57  | –13  | 30  |
| 20   | China Taipéi           | 3     | 12 | 9  | 1  | 2  | 32  | 18  | +14  | 28  |
| 21   | Israel                 | 2     | 10 | 8  | 0  | 2  | 30  | 7   | +23  | 24  |
| 22   | Turkmenistán           | 4     | 18 | 6  | 6  | 6  | 29  | 34  | –5   | 24  |
| 23   | Baréin                 | 8     | 24 | 7  | 4  | 13 | 31  | 51  | –20  | 25  |
| 24   | Singapur               | 6     | 21 | 5  | 3  | 13 | 29  | 53  | –24  | 18  |
| 25   | Siria                  | 2     | 9  | 2  | 5  | 2  | 9   | 7   | +2   | 11  |
| 26   | Líbano                 | 2     | 8  | 3  | 1  | 4  | 21  | 10  | +11  | 10  |
| 27   | Tayikistán             | 2     | 9  | 3  | 1  | 5  | 13  | 19  | –6   | 10  |
| 28   | Bangladés              | 8     | 23 | 3  | 0  | 20 | 9   | 64  | –55  | 9   |
| 29   | Pakistán               | 8     | 22 | 2  | 2  | 18 | 20  | 75  | –55  | 8   |
| 30   | Kazajistán             | 1     | 5  | 2  | 1  | 2  | 8   | 6   | +2   | 7   |
| 31   | Palestina              | 4     | 13 | 2  | 1  | 10 | 5   | 28  | –23  | 7   |
| 32   | Yemen                  | 3     | 10 | 1  | 2  | 7  | 3   | 21  | –18  | 5   |
| 33   | Maldivas               | 5     | 14 | 1  | 2  | 11 | 9   | 36  | –27  | 5   |
| 34   | Camboya                | 2     | 5  | 1  | 0  | 4  | 5   | 12  | –7   | 3   |
| 35   | Filipinas              | 4     | 11 | 1  | 0  | 10 | 5   | 63  | –58  | 3   |
| 36   | Kirguistán             | 2     | 6  | 0  | 1  | 5  | 3   | 11  | -8   | 1   |
| 37   | Yemen del Sur          | 1     | 3  | 0  | 0  | 3  | 1   | 8   | –7   | 0   |
| 38   | Laos                   | 2     | 5  | 0  | 0  | 5  | 1   | 20  | –19  | 0   |
| 39   | Afganistán             | 4     | 10 | 0  | 0  | 10 | 5   | 57  | –52  | 0   |
| 40   | Mongolia               | 1     | 2  | 0  | 0  | 2  | 0   | 26  | –26  | 0   |
| 41   | Nepal                  | 5     | 15 | 0  | 0  | 15 | 1   | 65  | –64  | 0   |
| 42   | Timor Oriental         | 1     | 3  | 0  | 0  | 3  | 2   | 13  | –11  | 0   |
| 43   | Macao                  | 1     | 3  | 0  | 0  | 3  | 1   | 25  | -24  | 0   |

### Clasificación general torneo femenino
- Actualizado a la edición 2018.

| Pos. | Equipo          | Part. | PJ | G  | E | P  | GF  | GA | Dif. | Pts |
| ---- | --------------- | ----- | -- | -- | - | -- | --- | -- | ---- | --- |
| 1    | China           | 7     | 33 | 23 | 5 | 5  | 117 | 13 | +104 | 74  |
| 2    | Japón           | 7     | 34 | 22 | 6 | 6  | 107 | 25 | +82  | 72  |
| 3    | Corea del Norte | 6     | 29 | 20 | 6 | 3  | 90  | 13 | +77  | 66  |
| 4    | Corea del Sur   | 7     | 32 | 14 | 2 | 16 | 70  | 68 | +2   | 44  |
| 5    | China Taipéi    | 6     | 25 | 5  | 5 | 15 | 38  | 46 | –8   | 20  |
| 6    | Vietnam         | 5     | 19 | 3  | 2 | 14 | 16  | 62 | –46  | 11  |
| 7    | Tailandia       | 4     | 12 | 3  | 1 | 8  | 27  | 46 | -19  | 10  |
| 8    | India           | 2     | 6  | 1  | 0 | 5  | 16  | 56 | -40  | 3   |
| 9    | Jordania        | 3     | 9  | 0  | 1 | 8  | 3   | 67 | -64  | 1   |
| 10   | Maldivas        | 1     | 3  | 0  | 0 | 3  | 0   | 38 | -38  | 0   |
| 11   | Hong Kong       | 2     | 8  | 0  | 0 | 8  | 0   | 51 | -51  | 0   |